# Tenosique
Tenosique község Mexikó Tabasco államának délkeleti részén. 2010-ben lakossága kb. 59 000 fő volt, ebből mintegy 33 000-en laktak a községközpontban, Tenosique de Pino Suárezben, a többi 26 000 lakos a község területén található 134 kisebb településen élt.

## Fekvése

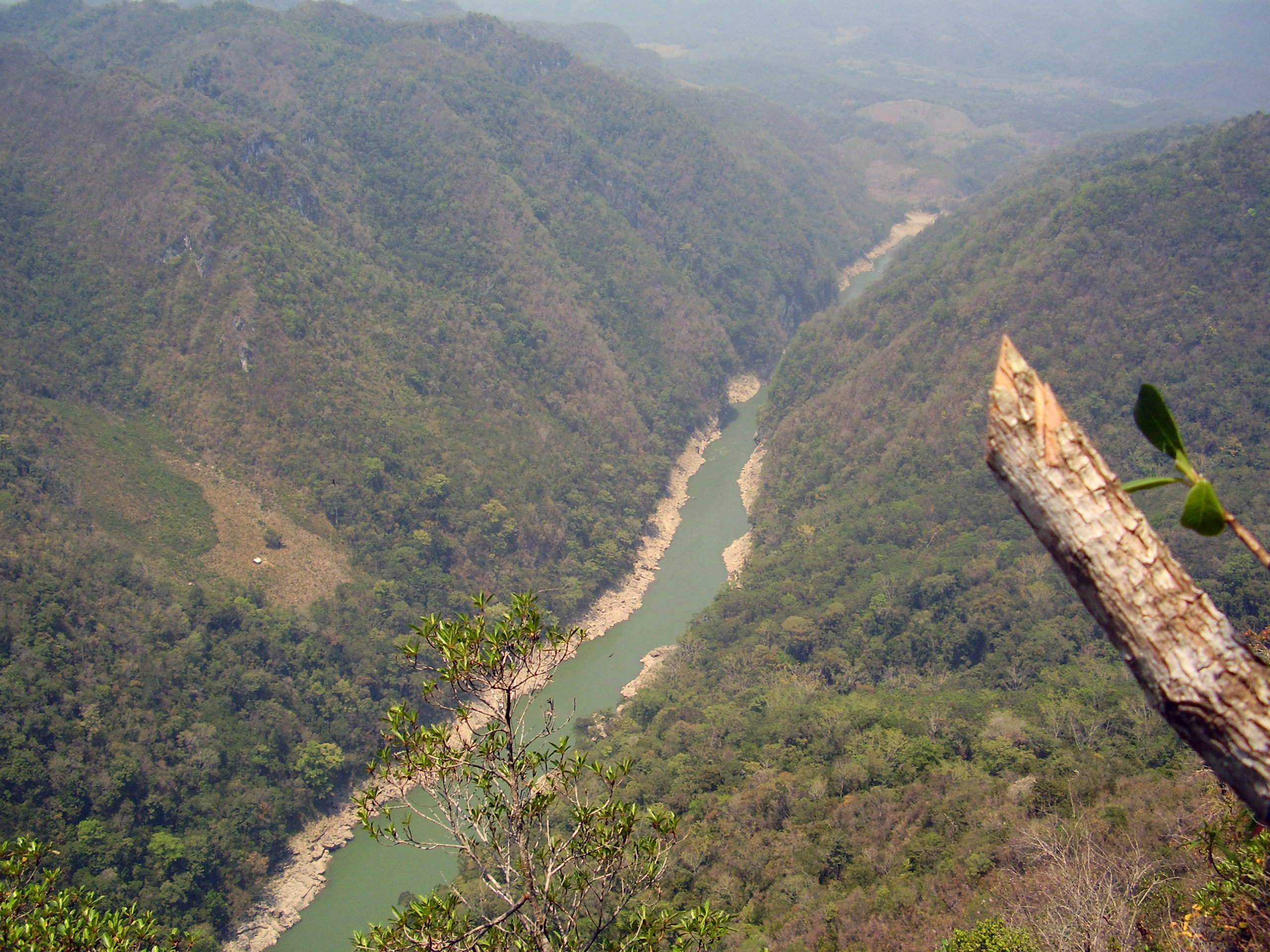
Az Usumacinta völgye a község déli részén

A község Tabasco délkeleti részén terül el Guatemala határán. Nagy része viszonylag sík vidék, de déli felében már a 700 méteres magasságot is megközelítő hegyvonulatok húzódnak. A csapadékos éghajlat miatt sok tó is kialakult Tenosique területén, melyek a teljes községnek 2,62%-át borítják. A legjelentősebb tavak a Laguna Grande, a Laguna Chica, az Estapilla, a Lago Seco, a San Martín, a Pictún, a Laguna Cobó, a Santa Cruz, az El Maíz, az El Copo, a Laguna Canitzán és az Ensenada Grande. Nyugaton kanyarog az országos szinten is jelentős Usumacinta folyó, mellette a főbb állandó vízfolyások még a Polevá, a San Pedro, az Arroyo Seco, a San Diego, a San Isidro, az El Diesciséis, a Jijilpa, a Tacalate és a Pictún.

## Élővilág
A terület nagy részét régebben esőerdők borították, de a mezőgazdaság térnyerése miatt az erdőirtás egyre nagyobb mértékű. Trópusi fái között igen értékes alapanyagot szolgáltató növények is nagy számban előfordulnak. Állatvilága igen gazdag, de számos faj fenyegetett státuszú, ezek közé tartozik a fehérfarkú szarvas, az ocelot, a vörös hiúz, a pettyes paka, a fehérajkú pekari, valamint számos madár- és teknősfaj.

## Népesség
A község lakóinak száma a közelmúltban bizonyos időszakokban gyorsan növekedett, máskor nem változott jelentős mértékben. Ezt szemlélteti az alábbi táblázat:
| Év   | Lakosság |
| ---- | -------- |
| 1990 | 47 642   |
| 1995 | 55 438   |
| 2000 | 55 712   |
| 2005 | 55 601   |
| 2010 | 58 960   |

## Települései
A községben 2010-ben 135 lakott helyet tartottak nyilván, de nagy részük igen kicsi: 46 településen 50-nél is kevesebben éltek. A jelentősebb helységek:
| Település                                | Lakosság (2010) |
| ---------------------------------------- | --------------- |
| Tenosique de Pino Suárez (községközpont) | 32 579          |
| Arena de Hidalgo                         | 1270            |
| Estapilla                                | 1089            |
| Redención del Campesino                  | 867             |
| Usumacinta                               | 819             |
| Ignacio Allende                          | 695             |
| El Palmar                                | 681             |
| Certeza                                  | 675             |
| Álvaro Obregón                           | 614             |
| La Isla                                  | 556             |
| Santa Cruz                               | 539             |